# Campionati italiani assoluti di atletica leggera indoor 2021
I cinquantaduesimi campionati italiani assoluti di atletica leggera indoor si sono svolti al Palaindoor di Ancona, sede della manifestazione per la quattordicesima volta, il 20 e 21 febbraio 2021 e hanno visto l'assegnazione di 26 titoli (13 maschili e 13 femminili), a cui si sono aggiunti i titoli dei campioni italiani di prove multiple, uno maschile e uno femminile.
Durante la manifestazione Larissa Iapichino ha registrato la migliore prestazione mondiale stagionale nel salto in lungo con la misura di 6,91 m, migliorando anche il record mondiale under 20, imbattuto dal 1983, il record italiano under 23 ed eguagliando il record italiano che la madre Fiona May conquistò nel 1998. Dario Dester ha invece conquistato il nuovo record italiano, assoluto e di categoria under 23, nell'eptathlon con 6076 punti. Anche Simone Cairoli, classificatosi secondo, ha superato il punteggio del precedente record nazionale detenuto da William Frullani dal 2009.
Ad Ancona sono anche stati assegnati i due titoli dei campionati italiani assoluti di società indoor: al maschile il successo è andato al Gruppo Sportivo Fiamme Gialle, mentre tra le donne ha trionfato il Centro Sportivo Esercito.

## Partecipazione
Per questa edizione, svoltasi durante la pandemia di COVID-19, i criteri di partecipazione degli atleti sono stati modificati rispetto alle edizioni precedenti: sono stati cancellati i minimi di partecipazione, che consentivano l'accesso alla manifestazione a tutti gli atleti che avessero ottenuto risultati uguali o migliori rispetto al minimo indicato dalla FIDAL, ed è stato introdotto un sistema di graduatorie per limitare il numero di partecipanti. Sono stati così ammessi alla partecipazione solo gli atleti che, alla data del 14 febbraio 2021, erano presenti nelle graduatorie nazionali outdoor 2020 o indoor 2021.
| Gara               | Atleti partecipanti                                                                                                | Atleti ammessi per graduatorie outdoor 2020                                                                        | Atleti ammessi per graduatorie indoor 2021                                                                         |
| ------------------ | --- | --- | --- |
| 60 m               | 24 | 12 | 12 |
| 400 m              | 15 | 8 | 7 |
| 800 m              | 16 | 8 | 8 |
| 1500 m             | 12 | 6 | 6 |
| 3000 m             | 12 | 6 | 6 |
| 60 hs              | 24 | 12 | 12 |
| Marcia 5000/3000 m | 12 | 6 | 6 |
| Salto in alto      | 12 | 6 | 6 |
| Salto con l'asta   | 12 | 6 | 6 |
| Salto in lungo     | 12 | 6 | 6 |
| Salto triplo       | 12 | 6 | 6 |
| Getto del peso     | 12 | 6 | 6 |
| Staffetta 4×2 giri | Sono ammesse le 9 migliori squadre delle graduatorie nazionali outdoor 2020 della staffetta 4×400 metri            | Sono ammesse le 9 migliori squadre delle graduatorie nazionali outdoor 2020 della staffetta 4×400 metri            | Sono ammesse le 9 migliori squadre delle graduatorie nazionali outdoor 2020 della staffetta 4×400 metri            |
| Eptathlon          | Sono ammessi gli atleti che abbiano ottenuto nel 2020 un punteggio uguale o superiore a 5000 indoor o 6500 outdoor | Sono ammessi gli atleti che abbiano ottenuto nel 2020 un punteggio uguale o superiore a 5000 indoor o 6500 outdoor | Sono ammessi gli atleti che abbiano ottenuto nel 2020 un punteggio uguale o superiore a 5000 indoor o 6500 outdoor |
| Pentathlon         | Sono ammesse le atlete che abbiano ottenuto nel 2020 un punteggio uguale o superiore a 3500 indoor o 4600 outdoor  | Sono ammesse le atlete che abbiano ottenuto nel 2020 un punteggio uguale o superiore a 3500 indoor o 4600 outdoor  | Sono ammesse le atlete che abbiano ottenuto nel 2020 un punteggio uguale o superiore a 3500 indoor o 4600 outdoor  |

## Risultati

### Uomini
| Specialità                                                                              | Oro                                                                                   | Prestazione  | Argento                                                                                  | Prestazione | Bronzo                                                                            | Prestazione |
| Corse                                                                                   |                                                                                       |              |                                                                                          |             |                                                                                   |             |
| 60 m                                                                                    | Marcell Jacobs Gruppo Sportivo Fiamme Oro                                             | 6"55         | Chituru Ali Gruppi Sportivi Fiamme Gialle                                                | 6"69        | Luca Lai Athletic Club 96 Alperia                                                 | 6"74        |
| 400 m                                                                                   | Vladimir Aceti Gruppi Sportivi Fiamme Gialle                                          | 46"57        | Edoardo Scotti Centro Sportivo Carabinieri                                               | 46"96       | Brayan Lopez Athletic Club 96 Alperia                                             | 47"33       |
| 800 m                                                                                   | Simone Barontini Gruppo Sportivo Fiamme Azzurre                                       | 1'47"51      | Victor Curcuianu ACSI Campidoglio Palatino                                               | 1'49"06     | Matteo Guelfo Società Sportiva Trionfo Ligure                                     | 1'49"44     |
| 1500 m                                                                                  | Pietro Arese Gruppi Sportivi Fiamme Gialle                                            | 3'40"54      | Joao Bussotti Centro Sportivo Esercito                                                   | 3'41"04     | David Nikolli Caivano Runners                                                     | 3'42"16     |
| 3000 m                                                                                  | Pietro Arese Gruppi Sportivi Fiamme Gialle                                            | 8'04"03      | Yassin Bouih Gruppi Sportivi Fiamme Gialle                                               | 8'04"09     | Samuel Medolago Atletica Valle Brembana                                           | 8'06"13     |
| 60 m hs                                                                                 | Franck Koua CUS Pro Patria Milano                                                     | 7"78         | Hassane Fofana Gruppo Sportivo Fiamme Oro                                                | 7"80        | Lorenzo Simonelli Centro Sportivo Esercito                                        | 7"82        |
| Marcia 5000 m                                                                           | Federico Tontodonati Centro Sportivo Aeronautica Militare                             | 19'33"71 ~ > | Leonardo Dei Tos Athletic Club 96 Alperia                                                | 19'41"18 ~  | Riccardo Orsoni Gruppi Sportivi Fiamme Gialle                                     | 19'44"49    |
| Staffetta 4×2 giri                                                                      | CUS Pro Patria Milano Francesco Rossi Andrea Panassidi Mattia Casarico Marco Lo Verme | 3'15"72      | Athletic Club 96 Alperia Isalbet Juarez Abdessalam Machmach Destiny Nkeonye Brayan Lopez | 3'17"70     | Atletica Vicentina Pietro Marangon Enrico Brazzale Massimo Avitabile Matteo Beria | 3'17"90     |
| Concorsi                                                                                |                                                                                       |              |                                                                                          |             |                                                                                   |             |
| Salto in alto                                                                           | Gianmarco Tamberi ATL-Etica San Vendemiano                                            | 2,35 m       | Eugenio Meloni Centro Sportivo Carabinieri                                               | 2,20 m      | Stefano Sottile Gruppo Sportivo Fiamme Azzurre                                    | 2,16 m      |
| Salto con l'asta                                                                        | Max Mandusic Gruppi Sportivi Fiamme Gialle                                            | 5,52 m       | Matteo Miani Assindustria Sport                                                          | 5,32 m      | Eugeniu Ceban Atletica Libertas Orvieto                                           | 5,17 m      |
| Salto in lungo                                                                          | Antonino Trio Athletic Club 96 Alperia                                                | 7,94 m       | Mohamed Reda Chahboun Atletica Libertas Unicusano Livorno                                | 7,62 m      | Andrea Pianti CUS Palermo                                                         | 7,54 m      |
| Salto triplo                                                                            | Tobia Bocchi Centro Sportivo Carabinieri                                              | 16,79 m      | Simone Biasutti Trieste Atletica                                                         | 16,33 m     | Daniele Cavazzani Atletica Studentesca Rieti Andrea Milardi                       | 15,81 m     |
| Getto del peso                                                                          | Leonardo Fabbri Centro Sportivo Aeronautica Militare                                  | 20,36 m      | Lorenzo Del Gatto Centro Sportivo Carabinieri                                            | 19,13 m     | Sebastiano Bianchetti Gruppo Sportivo Fiamme Oro                                  | 18,91 m     |
| record dei campionati; record nazionale; record personale; record personale stagionale. |                                                                                       |              |                                                                                          |             |                                                                                   |             |

### Donne
| Specialità                                                                              | Oro                                                                                      | Prestazione | Argento                                                                                 | Prestazione | Bronzo                                                                                             | Prestazione |
| Corse                                                                                   |                                                                                          |             |                                                                                         |             | |             |
| 60 m                                                                                    | Vittoria Fontana Centro Sportivo Carabinieri                                             | 7"35        | Irene Siragusa Centro Sportivo Esercito                                                 | 7"39        | Chiara Melon Atletica Brescia 1950 Metall. S. Marco                                                | 7"43        |
| 400 m                                                                                   | Rebecca Borga Gruppi Sportivi Fiamme Gialle                                              | 52"69       | Alice Mangione Centro Sportivo Esercito                                                 | 53"01       | Eleonora Marchiando Atletica Sandro Calvesi                                                        | 53"41       |
| 800 m                                                                                   | Elena Bellò Gruppo Sportivo Fiamme Azzurre                                               | 2'03"45     | Irene Baldessari Centro Sportivo Esercito                                               | 2'03"45     | Eleonora Vandi Atletica AVIS Macerata                                                              | 2'04"04     |
| 1500 m                                                                                  | Gaia Sabbatini Gruppo Sportivo Fiamme Azzurre                                            | 4'13"70     | Federica Del Buono Centro Sportivo Carabinieri                                          | 4'16"32     | Micol Majori Pro Sesto Atletica                                                                    | 4'17"55     |
| 3000 m                                                                                  | Giulia Aprile Centro Sportivo Esercito                                                   | 9'09"26     | Ludovica Cavalli Bracco Atletica                                                        | 9'16"76     | Martina Merlo Centro Sportivo Aeronautica Militare                                                 | 9'17"24     |
| 60 m hs                                                                                 | Elisa Di Lazzaro Centro Sportivo Carabinieri                                             | 8"16        | Angelika Wegierska Atletica Firenze Marathon                                            | 8"33        | Linda Guizzetti CUS Pro Patria Milano                                                              | 8"38        |
| Marcia 3000 m                                                                           | Valentina Trapletti Centro Sportivo Esercito                                             | 12'43"04    | Federica Curiazzi Atletica Bergamo 1959 Oriocenter                                      | 13'32"85 ~  | Sara Vitiello Self Atletica Montanari Gruzza                                                       | 14'01"07 >  |
| Staffetta 4×2 giri                                                                      | Centro Sportivo Esercito Alice Mangione Valentina Cavalleri Marta Milani Raphaela Lukudo | 3'38"42     | CUS Pro Patria Milano Ilaria Burattin Serena Troiani Alexandra Troiani Virginia Troiani | 3'38"55     | Atl. Brescia 1950 Metall. S. Marco Alessia Seramondi Alexandra Almici Silvia Meletto Anna Polinari | 3'44"64     |
| Concorsi                                                                                |                                                                                          |             |                                                                                         |             | |             |
| Salto in alto                                                                           | Alessia Trost Gruppi Sportivi Fiamme Gialle                                              | 1,92 m      | Rebecca Mihalescul Atletica Brescia 1950 Metall. S. Marco                               | 1,84 m      | Marta Morara Atletica Lugo Teresa Maria Rossi CUS Pro Patria Milano                                | 1,80 m      |
| Salto con l'asta                                                                        | Roberta Bruni Centro Sportivo Carabinieri                                                | 4,41 m      | Elisa Molinarolo Atletica Riviera del Brenta                                            | 4,31 m      | Claudia Ricci OSA Saronno Libertas                                                                 | 4,21 m      |
| Salto in lungo                                                                          | Larissa Iapichino Gruppi Sportivi Fiamme Gialle                                          | 6,91 m =    | Laura Strati Atletica Vicentina                                                         | 6,66 m      | Eleonora Filippetto Team Treviso                                                                   | 6,34 m      |
| Salto triplo                                                                            | Dariya Derkach Centro Sportivo Aeronautica Militare                                      | 13,82 m     | Ottavia Cestonaro Centro Sportivo Carabinieri                                           | 13,76 m     | Costanza Gavioli AS La Fratellanza 1874                                                            | 13,24 m     |
| Getto del peso                                                                          | Chiara Rosa Gruppo Sportivo Fiamme Azzurre                                               | 17,40 m     | Anna Musci Alteratletica Locorotondo                                                    | 14,95 m     | Martina Carnevale Atletica Studentesca Rieti Andrea Milardi                                        | 14,87 m     |
| record dei campionati; record nazionale; record personale; record personale stagionale. |                                                                                          |             |                                                                                         |             | |             |

### Campionati italiani di prove multiple indoor
| Specialità                                                                              | Oro                                      | Prestazione | Argento                                           | Prestazione | Bronzo                                         | Prestazione |
| Eptathlon (uomini)                                                                      | Dario Dester Centro Sportivo Carabinieri | 6076 p.     | Simone Cairoli Atletica Lecco Colombo Costruzioni | 5986 p.     | Lorenzo Modugno Polisportiva Triveneto Trieste | 5351 p.     |
| Pentathlon (donne)                                                                      | Marta Giovannini Atletica Livorno 1950   | 3991 p.     | Sara Chiaratti Società Sportiva Trionfo Ligure    | 3855 p.     | Chiara Sala Gruppo Sportivo Ermenegildo Zegna  | 3735 p.     |
| record dei campionati; record nazionale; record personale; record personale stagionale. |                                          |             |                                                   |             |                                                |             |